# Edmund Lanziner
Edmund Lanziner (Egna, 3 marzo 1959) è un ex bobbista, atleta e politico italiano.

## Biografia
Atleta specializzato nelle gare di velocità e nel getto del peso (fu campione regionale per 25 volte), venne selezionato per la Nazionale di bob dell'Italia nel 1978.
Partecipò ai Giochi olimpici di Lake Placid 1980, nel bob a due insieme al pilota Andrea Jory, dove ha terminato 14º con il tempo totale di 4'16"34, e nel bob a quattro con Andrea Jory, Georg Werth e Giovanni Modena, dove ha chiuso 11º in 4'05"30. Nel 1981 vinse l'oro ai Campionati italiani di bob in coppia con Recafina.
Già consigliere comunale a partire dal 1990, venne eletto nel 2000 sindaco di Trodena nel parco naturale con una lista civica in rappresentanza della frazione di San Lugano. In seguito venne riconfermato sindaco per altri due mandati. Divenne poi presidente del Comunità comprensoriale Oltradige-Bassa Atesina per 7 anni, ritornando infine a svolgere l'attività di cancelliere presso il Tribunale di sorveglianza di Bolzano. Venne eletto anche come regolano di Trodena all'interno della Magnifica Comunità di Fiemme.